# Tibellomma chazaliae
Tibellomma chazaliae là một loài nhện trong họ Sparassidae. Chúng thuộc chi đơn loài Tibellomma, được Eugène Simon miêu tả năm 1898.